# Lassie (película de 1994)
Lassie es una película de aventura familiar de 1994, dirigida por Daniel Petrie e inspirada en la legendaria Collie Lassie.

## Argumento
La familia Turner ha decidido dejar la ciudad para establecerse en pleno campo, en una zona salvaje de Virginia. Lo cierto es que más que a familia han sido los padres los que han decidido el cambio, ya que a uno de sus hijos no le ha gustado demasiado. Se trata de Matt, un adolescente que está en una edad muy difícil y que tiene que dejar a sus amigos para irse al campo, en donde los chicos de su edad son muy distintos a los que él ha conocido. Por eso, desde el principio Matt tiene problemas para integrarse, algo que por suerte para él va a cambiar cuando aparece Lassie, un collie abandonado que se integra en la familia Turner en cuanto se encuentra con ellos. Lassie va a ayudar a Matt a integrarse en la sociedad rural, a base de cariño y de una lealtad inquebrantable, como sólo la que los perros pueden ofrecer.

## Reparto
- Howard - Lassie
- Tom Guiry - Matthew Turner
- Helen Slater - Laura Turner
- Jon Tenney - Steve Turner
- Brittany Boyd - Jennifer Turner
- Frederic Forrest - Sam Garland
- Richard Farnsworth - Len Collins
- Michelle Williams - April Porter
- Joe Inscoe - Pete Jarman
- Yvonne Brisendine - Señora Jarman
- Clayton Barclay Jones - Josh Garland
- Charlie Hofheimer - Jim Garland
- Jody Smith Strickler - Mildred Garland
- Margaret Peery - Señor Parker
- Earnest Poole, Jr. - Patrullero de la autopista #1
- Jeffrey H. Gray - Patrullero de la autopista #2